# Trujillo (Espanha)
Trujillo é um município da Espanha na província de Cáceres, comarca de Tierra de Trujillo, comunidade autónoma da Estremadura, de área 655 km². Em 2021 tinha 8 821 habitantes (densidade: 13,5 hab./km²).
A cidade situa-se a uma altitude média de 564 metros acima do nível do mar. Encontra-se a 47 km a leste da capital provincial, com a qual comunica através da estrada nacional 521. Faz parte da rede das Aldeias mais bonitas de Espanha.

## História
Assente sobre um batólito de granito, conserva restos pré-históricos e pré-romanos, conhecida então como Turgalium. Sabe-se da existência de uma fortaleza, já em tempos muito remotos. Posteriormente foi povoada por romanos, suevos, visigodos e muçulmanos. Depois de cinco séculos de ocupação destes últimos, foi conquistada primeiramente por Afonso VIII em 1186. Anos depois voltou a ser de dominação almóada, para ser definitivamente conquistada pelos cristãos em Janeiro de 1232. O rei João II de Castela concedeu-lhe o título de cidade em 1430.
Famosa pelos seus monumentos, é um importante centro turístico da comunidade de Estremadura. Cidade natal de Francisco Pizarro, invasor do Peru inca, cuja estátua equestre se ergue na Praça Maior, e também de Francisco de Orellana.

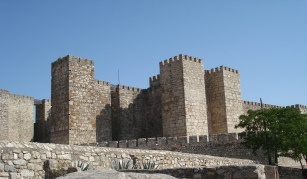
Castelo de Trujillo.

Entre os principais monumentos, encontram-se o castelo (antigo alcácer árabe), a igreja de Santa Maria (século XIII), a igreja de São Francisco, a igreja de São Martinho. São também dignos de nota os abundantes palácios, como o dos marqueses da Conquista, o dos Orellana-Pizarro, o do duque de São Carlos e o do marquesado de Piedras Albas.
Em Trujillo estão os museus de La Coria, o Museo do Queijo e do Vinho, a Casa-Museu de Pizarro, entre outros.

## Festas
Em Maio celebram-se as festas do padroeiro de Trujillo, el Cristo de la Salud (Senhor da Saúde), na ermida de São Lázaro. A festa religiosa baseia-se na novena e na festa que se celebra no primeiro domingo de Maio e que consiste num popular e ancestral leilão de objectos doados ao Cristo e à Missa Maior. A feira de Junho em Trujillo era importantíssima a nível nacional, sendo até mencionada na popular zarzuela "Luísa Fernanda". Com o passar dos anos tem perdido toda a sua celebridade. No entanto, surgiram com grande ímpeto a Feira Agropecuária, construindo-se em Trujillo o Mercado Regional de Gados, e a Feira do Queijo, atribuindo-se a Trujillo o privilégio de ter a "Feira Nacional do Queijo".

## Festas em honra da Virgem da Vitória
Celebram-se as festas patronais em honra de Santa Maria da Vitória em fins de Agosto, princípios de Setembro. Na cidade é um dos assentamentos de mais valiosa e sugestiva riqueza monumental. Vibram, nas suas antigas vielas, como em parte alguma, as vozes eloquentes de una casta senhorial, aventureira, lutadora e mística. Estas ruelas foram testemunhas mudas, nos anos negros da época medieval, de uma empresa militar e mítica que foi a base da história mariana, do tesouro artístico, histórico e religioso mais importante que conserva a cidade, e que se coroa como sua coluna vertebral, a sua Padroeira : a Virgen de la Victoria.
A participação de alguns guerreiros na batalha contra os árabes e a sua crença em Maria como sua salvadora foi crucial para poder compreender a história e a tradição de uma cidade que ao longo dos anos foi a mais importante de Estremadura e os seus homens cumpriram una meta louvada para lá dos mares, convertendo-se Trujillo em "Cidade Universal".
O culto à Virgem com o Menino começou na paróquia de Santa Maria, sob o patrocínio do Mistério da Assunção. Foi a imagem de maior devoção em Trujillo, até ao ano de 1531, data na qual o município determinou construir uma capela no castelo, para aí venerar a imagem executada por Diego Durán, de vara y dos tercios (1,3 a 1,5m), bem dourada e esplendorosa, com adornos a cargo de Antón Torino e Juan Notario.
Esta imagem viria a ser a Padroeira de Trujillo, a Virgen de la Victoria, estando colocada entre as torres do castelo, no escudo de Trujillo. O facto de se colocar a imagem desta maneira corresponde à tradição segundo a qual houve intervenção milagrosa da Virgem na conquista da vila, pois apareceu entre duas torres concedendo a vitória às tropas cristãs.
É uma imagem de grande beleza, que mostra a Virgem de pé, com o Menino Jesús à sua esquerda, tratada com formas suaves, constituindo um bom exemplar da arte renascentista.

## Demografia
| Variação demográfica do município entre 1991 e 2004 | Variação demográfica do município entre 1991 e 2004 | Variação demográfica do município entre 1991 e 2004 | Variação demográfica do município entre 1991 e 2004 |
| --------------------------------------------------- | --------------------------------------------------- | --------------------------------------------------- | --------------------------------------------------- |
| 1991                                                | 1996                                                | 2001                                                | 2004                                                |
| 9085                                                | 9315                                                | 9219                                                | 9406                                                |

## Personalidades
- Francisco Pizarro (c. 1475-1541)